# عشرت بهمن‌نژاد
عشرت بهمن‌نژاد، کارآفرین و تنها بافنده عشایر روستای جای‌دشت فیروزآباد است که توانسته فرش برجسته دو روی ابریشم ریزبافدنیا با نام «جهان بی نظیر» را با ۱۴۰رج و به سفارش کشور سوئیس ببافد و به عنوان نخستین خالق این اثر هنری در جهان مطرح شود. وی از طایفه کشکولیو ایل قشقاییمی‌باشد.

## زندگی شخصی و تحصیلات
بهمن نژاد، متولد ۱۳۶۰ و فرزند چهارم خانواده بودکه از سن ۱۲ سالگی بصورت عملی انواع بافت گلیم، جاجیم، شیشه درمه، چَرخ، ِدُبره چین و قالی فارس را یادگرفت و بعدها به خاطر علاقه‌ای که به بافندگی داشت تحصیلات دانشگاهی را در رشته فرش از دانشکده هنر و معماریدانشگاه شهید باهنر کرمان ادامه داد و از شاگردان استاد فرشچیان بود. وی همچنین دارای کارشناسی ارشد صنایع دستی قوم قشقایی می‌باشد.

## آثار

### سَواران
فرشِ سواران از اولین آثار بهمنی‌نژاد است که با نقشی از مردان ایلیاتی در موزه آلمان نگهداری می‌شود.

### جهان بی نظیر
جهان بی نظیر، با ۱۵۷ رنگ و با نقش و نگارهای خیالی و تصورات ذهنی باطرح نارنج و ترنج در یک رو و در روی دیگر طرح گلدانی، پس از ۶ سال، در تاریخ ۱۳ بهمن ۱۴۰۱ از دار بریده و به خریدار این دست بافت داده شد تا رهسپار کشور سوئیس شود. این اثر در فهرست آثار هنری ایران ثبت شده‌است.ابعاد این فرش ۸۰ سانتی‌متر در ۱۲۰ سانتی‌متر می‌باشد و در بافت آن از گِره‌های زیرچینی، رو چینی، پَته و کُرّه‌چین و همچنین گره‌های هنری و گِره درجه‌یک استفاده شده‌است.
بهمنی‌نژاد دلیل نامگذاری این اثر را اینگونه بیان نموده:
"جهان بی نظیر" یکی از فرش‌هایی است که به دلیل دو رو بودن کار بسیار سختی بود که ۶ سال طول کشید تا بافته شود، شاید علت نامگذاری آن با این مضمون نیز به این دلیل بود که با جرات می‌گویم در هیچ جای جهان هستی فرشی دو رو با ۱۴۰ رَج و ۱۵۷ رنگ و ۸ گره اختراعی بافته نشده‌است.

### سایر آثار
- فرش: سیمرغ، بهشت گمشده، جوانی در پیری، گُردآفرین.[۳]
- تابلو فرش: یکی از تابلوفرش‌های دستبافت وی از مردان عشایر در نمایشگاه مُسکو به سال ۱۳۸۷ به عنوان برترین اثر شناخته شد و هم‌اکنون در موزه مسکو قرار دارد.[۳]

## افتخارات
- ثبت اختراع ۸ نوع گِره از جمله گوردابافی، پته‌بافی، بافت پشت‌چین، بافت گوراچین، بافت پارچه‌بافی، بافت زیرچینی، بافت روچینی و بافت ترمه‌بافی به نام عشرت بهمنی‌نژاد در لیست اختراعات گِرِهی ثبت شده‌است، گِره‌هایی که مختص شخص خودش است.[۳]
- دریافت ۲۷ لوح قدردانی و سپاس و کسب عنوان زن کارآفرین برتر ایران در سال ۱۳۹۹[۵][۴]و بافنده برگزیده از نمایشگاه‌های داخلی و خارجی است.[۴]